# The Dapper Dans
Os Dapper Dans é um quarteto de barbearia totalmente masculino que se apresenta diariamente na Disneyland, e no Magic Kingdom do Walt Disney World, desde 1959 e 1971, respectivamente. Eles estiveram anteriormente na Disneyland Paris, de 1992 a 1995, e na Hong Kong Disneyland, de 2005 a 2008. Seu número é uma apresentação de rua na Main Street, USA, com interpretações a cappella de seleções de músicas de filmes lançados pela Disney Pictures, e durante a época do Natal, eles cantam músicas clássicas de férias.

## The Main Street Quartet
Na Disneyland Paris, os Dapper Dans se apresentaram como The Main Street Quartet, um quarteto inglês do Reino Unido que fez parte da grande inauguração do parque. Antes de se juntar à Disneyland Paris, o quarteto era conhecido como Nickelodeon e era inicialmente composto por Martin Baker, Mark Grindall, Steve Green e Jim Mullen e, mais tarde, John Ward, Stuart Owen e Paul Garrett. O quarteto continuou junto depois de deixar a Disney, ganhando uma medalha de bronze da British Association of Barbershop Singers (BABS) e se apresentou na Disneyland Paris nos 25º e 30º aniversários; eles retornaram à Main Street, USA fantasiados para um evento especial VIP em 2020. Coletivamente, os membros do The Main Street Quartet ganharam medalhas de ouro de coro e quarteto no concurso da BABS. O Quarteto continua a se apresentar no Reino Unido e na Europa.

## Membros notáveis
Entre os membros dos Dapper Dans estão os medalhistas de ouro internacionais da Barbershop Harmony Society, Kevin Miles, Roger Ross, Myron Whittlesey, Christian O'Neil Diaz, Mike McGee, Chris Keough, Drew Ochoa e Tony DeRosa; os medalhistas de ouro de quartetos universitários internacionais Aaron Stratton, Paul Hesson, Chad Bennett e Eric Monson; o ator e comediante de cinema e TV Monty Jordan; o proeminente cantor de sessão de Los Angeles Jim Campbell; e o engenheiro de áudio vencedor do Grammy Awards Tom Knox.

## Na cultura popular
No episódio de 1993 de Os Simpsons "Homer's Barbershop Quartet", as vozes dos The Be Sharps foram parcialmente fornecidas pelos Dapper Dans. Antes de trabalhar no episódio, Jeff Martin havia assistido a uma das apresentações do quarteto e gostado. Quando a produção do episódio começou, ele entrou em contato com o quarteto, e eles concordaram em fazer uma participação especial no episódio. O canto dos Dapper Dans foi mesclado com as vozes dos dubladores normais, muitas vezes com um dublador regular cantando a melodia e os Dapper Dans fazendo o apoio.
Os Dapper Dans dão suas vozes para os Singing Busts no filme da Disney de 2003, The Haunted Mansion, baseado na atração homônima do parque temático da Disney. No 22º episódio da terceira temporada da sitcom americana Modern Family, "Disneyland", os Dapper Dans fazem uma aparição na Disneyland, onde Dylan (interpretado por Reid Ewing) é visto se apresentando como um Dapper Dan com o resto do quarteto de barbearia enquanto anda em uma bicicleta tandem pela Main Street, USA. Os Dapper Dans também aparecem, como cães antropomórficos, na série Mickey Mouse, que inspirou na atração Mickey & Minnie's Runaway Railway no Disney's Hollywood Studios e na Disneyland.

## Galeria

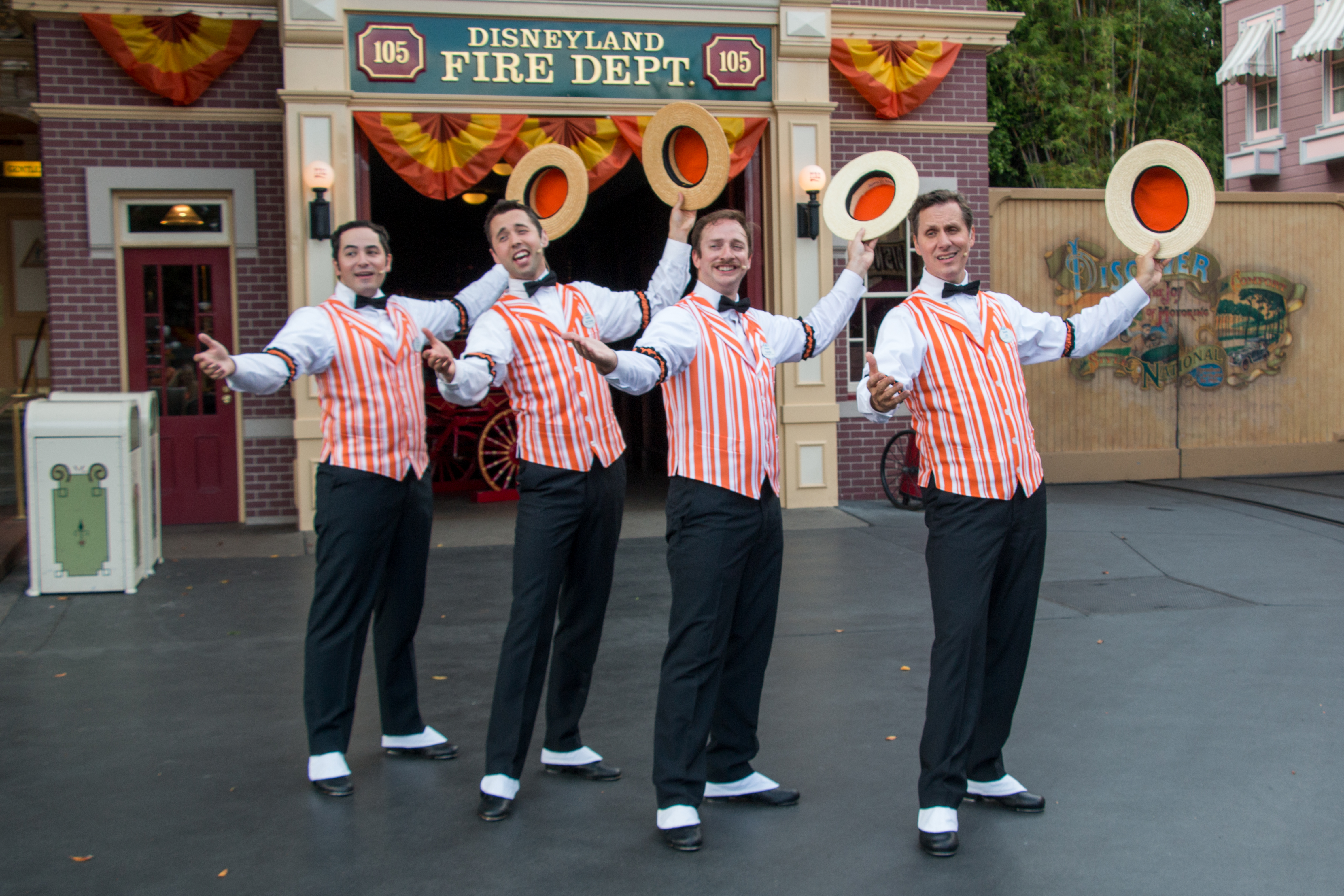
Os fantásticos Dapper Dans se apresentando na Main Street durante o Halloween na Disneyland.
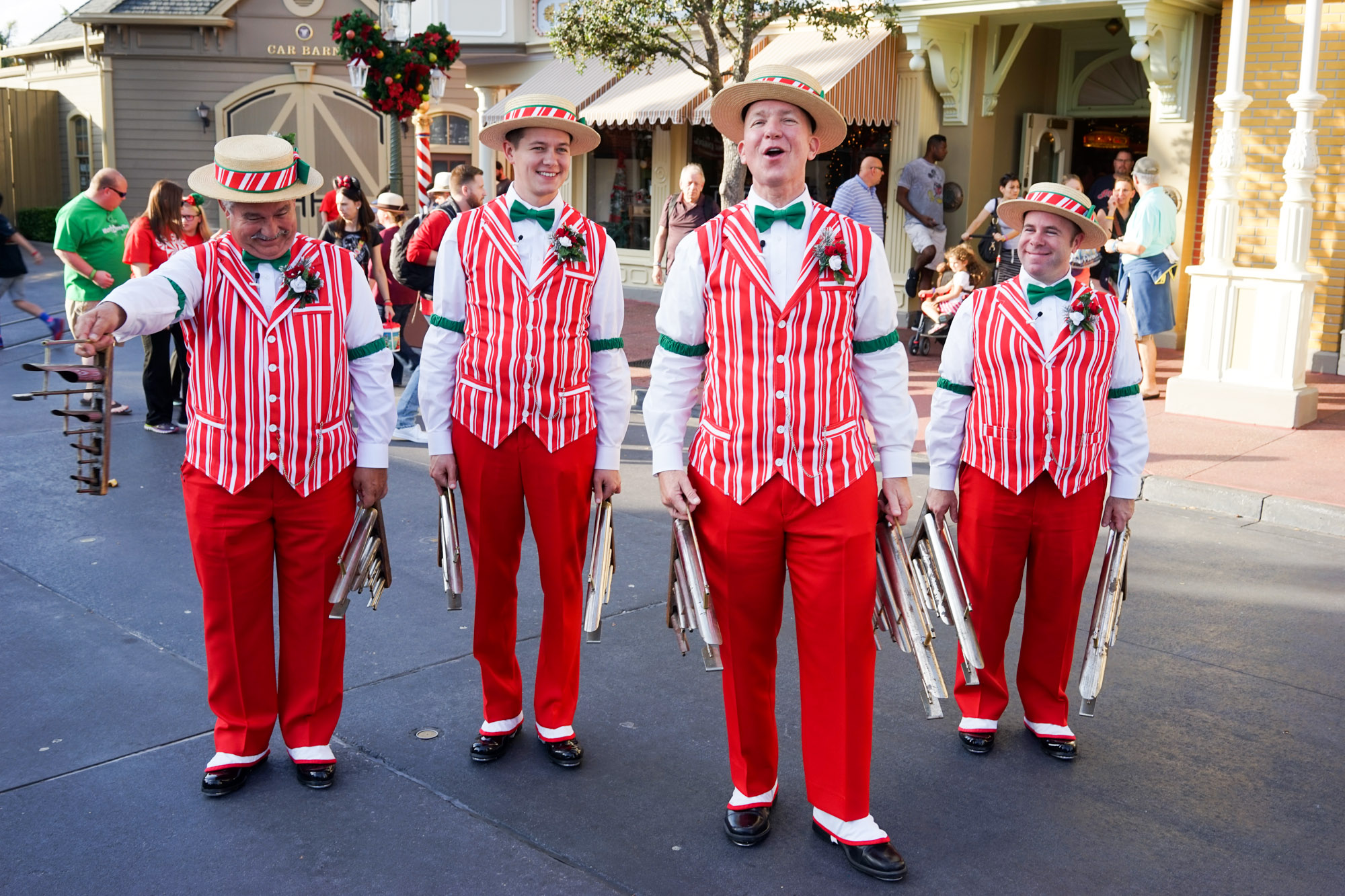
Os Dapper Dans se apresentando com roupa de Natal no Magic Kingdom.